# Ľubomír Mick
Ľubomír Mick (Poprad, 17 maggio 1978) è un ex slittinista slovacco.

## Biografia
Ha rappresentato la Slovacchia ai Giochi olimpici invernali di Salt Lake City 2002, classificandosi al nono posto nel doppio col connazionale Walter Marx, e trentacinquesimo nel singolo.
Ha partecipato ai Giochi olimpici di Torino 2006, dove si è piazzato tredicesimo nel doppio, gareggiando sempre con Walter Marx.